# Hoplopleura andina
Hoplopleura andina är en insektsart som beskrevs av Castro 1981. Hoplopleura andina ingår i släktet Hoplopleura och familjen gnagarlöss. Inga underarter finns listade i Catalogue of Life.